# 구마자키 가쓰히코
구마자키 가쓰히코(일본어: 熊﨑 勝彦, 1942년 1월 24일~2022년 5월 13일)는 일본의 변호사이자 전직 검사이며 구마자키 가쓰히코 종합법률사무소 소장이다.
2014년 1월부터 2017년 11월까지 일본 야구 기구 커미셔너(제13대)를 맡았다.

## 인물
기후현 마시타 군 하기하라 정(현재의 게로시) 출신으로 메이지 대학 법학부 법률학과를 졸업하고 사법시험에 합격, 1972년 30세 나이에 검사로 임관했다. 동기로는 오바야시 히로시(전 검사총장), 요코타 도모유키(최고재판소 재판관), 나카오 다쿠미(전 오사카 고등검찰청 검사장), 미쓰이 다마키(전 오사카 고등검찰청 공안부장) 등이 있다.
도쿄 지방검찰청 특수부장 시절에는 상사의 차석 검사인 이시카와 다쓰히로 등과 함께 가네마루 신의 탈세 사건, 종합 건설 청부업자 오직사건, 대장성 접대 오직사건 등의 수사를 지휘했다. 퇴임 후에는 변호사 개업했다.
일본 야구 기구의 커미셔너 고문 및 연봉조정위원회 위원장을 맡았고, 2014년 1월 1일부터 일본 프로 야구 커미셔너로 취임 함과 동시에 야구 전당 박물관 이사장으로 취임했다.
2022년 5월 13일, 심부전으로 사망했다.(향년 80세)

## 주요 경력
- 메이지 대학 법학부 법률학과 졸업
- 1969년 10월: 사법시험 합격
- 1972년 4월: 검사 임관
- 1987년 3월: 도쿄 지방검찰청 검사
- 1992년 4월: 도쿄 지방검찰청 특수부 부부장
- 1994년 7월: 법무종합연구소 연수제2부장
- 1996년 4월: 도쿄 지방검찰청 교통부장
- 1996년 12월: 도쿄 지방검찰청 특수부장
- 1998년 6월: 도야마 지방검찰청 검사정
- 1999년 12월: 최고검찰청 검사
- 2000년 6월: 마에바시 지방검찰청 검사정
- 2002년 1월: 최고검찰청 검사
- 2002년 12월: 최고검찰청 공판부장
- 2004년 1월: 최고검찰청 공안부장
- 2004년 9월: 퇴임
- 2004년 10월: 변호사 개업(제1 도쿄 변호사회 소속)
- 2005년 1월: 일본 프로페셔널 야구 조직 커미셔너 고문
- 2005년 4월~2008년 3월: 메이지 대학 법과대학원 객원교수
- 2005년 4월: 기후 여자 대학 객원교수
- 2006년 9월: 구마자키 가쓰히코 종합법률사무소 개설
- 2008년 6월: 학교법인 메이지 대학 감사
- 2014년 1월~2017년 11월: 제13대 일본 야구 기구 커미셔너